# Poiana Mare
Poiana Mare è un comune della Romania di 11 848 abitanti, ubicato nel distretto di Dolj, nella regione storica dell'Oltenia.
Il comune è formato dall'unione di 3 villaggi: Poiana Mare, Tunarii Noi, Tunarii Vechi.